# Pericarditis
La pericarditis es una enfermedad no contagiosa producida por la inflamación del pericardio, la capa que cubre el corazón.

## Causas y factores de riesgo

### Origen infeccioso
La pericarditis es una enfermedad que suele responder a infecciones virales, de mayor o menor importancia, generalmente producidas por Echovirus o coxsackievirus (según estudios de mitad de siglo XX). Una infección en las vías respiratorias, por ejemplo, por un resfriado común, pueden ser el motivo de una pericarditis.
Las infecciones bacterianas también pueden dar lugar a una pericarditis bacteriana (denominada también pericarditis purulenta), aunque es poco frecuente. Del mismo modo, algunos tipos de infecciones micóticas son capaces de producir muy raramente pericarditis. Dentro de las más comunes en pacientes inmunocompetentes se encuentra la histoplasmosis, mientras que en pacientes con inmunocompromiso los agentes se diversifican, siendo Candida,Aspergillus y Coccidioides.

### Otras causas
Por otro lado, la pericarditis puede estar asociada con enfermedades sistémicas, como cáncer, síndrome urémico, leucemia, enfermedades autoinmunes, tuberculosis, fiebre reumática, hipotiroidismo y operaciones de corazón.
Las patologías cardíacas que pueden provocar pericarditis son, entre otras, infarto de miocardio y miocarditis. Los cuadros de ansiedad agudos y los ataques de pánico pueden producir también alteraciones o mal funcionamientos de los músculos y órganos del corazón, lo cual puede dar lugar a la aparición en breve o largo plazo de tiempo de dicha enfermedad. En ocasiones, algunos tratamientos como la radioterapia del tórax y la utilización de inmunosupresores también inducen esta condición.
La pericarditis puede ser consecuencia de una lesión o trauma en el tórax, el esófago o el corazón.

## Incidencia
La pericarditis afecta habitualmente a los hombres/mujeres entre los 20 y 50 años, usualmente después de que se presentan infecciones de las vías respiratorias. También se puede presentar en niños, donde es más comúnmente causada por el adenovirus o coxsackievirus. Sin embargo, en la población infantil la pericarditis y miocarditis están entre las manifestaciones clínicas más frecuentes debidas al lupus eritematoso sistémico (les), que aunque es una enfermedad poco frecuente en niños, ocupa el segundo puesto entre las mesenquimopatías infantiles.

## Manifestaciones clínicas

### Síntomas
- Dolor torácico causado por la inflamación del pericardio al rozar contra el corazón. Es un dolor que mejora en decúbito prono (inclinación del tronco hacia delante) y dura de horas a días, a diferencia del dolor isquémico de infarto agudo de miocardio, que dura entre 30 y 90 minutos, y que no mejora con diferentes posiciones del cuerpo.
- Dificultad respiratoria cuando la persona está acostada (el paciente prefiere levantarse o sentarse erguido).
- Tomarse las costillas (agacharse o sostener el tórax) al respirar.
- Tos seca
- Hinchazón de tobillos, pies y piernas (ocasionalmente).
- Ansiedad
- Fatiga
- Fiebre
- Pérdida de apetito
- Náuseas/vómitos

### Signos
Aparece un sonido típico de roce pericárdico. Además, los ruidos del corazón pueden percibirse como leves e incluso distantes. Igualmente, puede haber otros signos que revelen la presencia de derrame pericárdico.
Si la enfermedad es grave, puede existir crepitación pulmonar, disminución de los ruidos respiratorios u otros signos de líquido en el espacio que rodea los pulmones, es decir, derrame pleural.

## Pruebas diagnósticas
Si se ha acumulado líquido en el saco pericárdico, este puede aparecer en:
- Radiografía torácica
- IRM torácica
- TC o IRM del corazón
- Gammagrafía con radionúclidos
- Ecocardiograma

Estos exámenes muestran una hipertrofia cardíaca, ocasionada por la acumulación de líquido en el pericardio, y signos de inflamación. También pueden mostrar cicatrización y contractura del pericardio (pericarditis constrictiva). Otros hallazgos varían dependiendo de la causa de la pericarditis.
Un ECG es anormal en el 90 % de los pacientes con pericarditis aguda. Los cambios en el ECG generalmente evolucionan en etapas durante el proceso patológico y pueden esconder los cambios en el ECG de un ataque cardíaco. Para descartar dicho ataque cardíaco, se pueden ordenar los niveles de los marcadores cardíacos seriados (CK-MB y troponina I). Otras pruebas de laboratorio pueden ser, entre otras:
- Hemocultivo
- CSC. Puede mostrar un incremento en el conteo de leucocitos
- Proteína C reactiva
- Tasa de sedimentación eritrocítica (ESR, por sus siglas en inglés)
- Pericardiocentesis con análisis químico y cultivo de líquido pericárdico

## Tratamiento
En lo posible, se debe identificar la causa de la pericarditis. En la mayoría de los tipos de pericarditis, es necesario tratar el dolor con analgésicos (calmantes para el dolor). La inflamación del pericardio se trata con medicamentos antiinflamatorios no esteroideos (aine), como aspirina e ibuprofeno y, en algunos casos, se pueden prescribir corticosteroides.
Para eliminar el exceso de líquido acumulado en el saco pericárdico, se pueden utilizar diuréticos. Es necesario drenar el líquido a través de una pericardiocentesis (evacuación del exceso de líquido en el saco pericárdico) si la acumulación de este en el saco pericárdico compromete la función cardíaca o causa un taponamiento cardíaco.
La pericardiocentesis puede ser percutánea (utilizando una aguja para alcanzar el pericardio, guiada por una ecocardiografía, en la sala de procedimientos) o quirúrgica (realizada en el quirófano como cirugía menor).
La pericarditis bacteriana debe tratarse siempre con antibióticos y la pericarditis causada por hongos debe ser tratada con agentes antimicóticos.
La pericardiectomía (corte o extirpación parcial del pericardio) puede ser aconsejable si la pericarditis es crónica o recurrente u ocasiona pericarditis constrictiva.

## Pronóstico
La pericarditis puede variar de casos leves que se resuelven por sí solos hasta casos complicados y potencialmente mortales por la acumulación de líquido alrededor del corazón y el funcionamiento cardíaco deficiente. Si se atiende a tiempo, el resultado puede ser alentador y la recuperación, en la mayoría de las personas, toma de 2 semanas a 3 meses.

## Complicaciones
- Arritmias, como la fibrilación auricular. Cuando la pericarditis acompaña a la miocarditis, se pueden presentar otras arritmias, como la taquicardia supraventricular o la obstrucción cardíaca completa.
- Taponamiento cardíaco
- Pericarditis constrictiva. La inflamación del saco pericárdico ocasiona fibrosis y engrosamiento del pericardio con adherencias (cicatrizaciones que se adhieren) entre el pericardio y el corazón. El pericardio crea una "caja" rígida alrededor del corazón y puede limitar de manera grave su capacidad para llenarse con sangre durante la diástole (fase de relajación antes del siguiente latido cardíaco). Los pacientes con pericarditis constrictiva pueden desarrollar insuficiencia cardíaca que responde de manera deficiente al tratamiento.

Es necesario indultar a la pericarditis constrictiva de una condición cardíaca crónica llamada cardiomiopatía restrictiva, que produce síntomas y signos similares a la pericarditis constrictiva.

## Prevención
Muchos casos de pericarditis no se pueden prevenir, pero se recomienda tratar a tiempo las infecciones respiratorias y otras enfermedades.